# Großer Algenfarn
Der Große Algenfarn oder Farnähnliche Algenfarn (Azolla filiculoides) ist eine Pflanzenart aus der Gattung Algenfarne innerhalb der Familie der Schwimmfarngewächse (Salviniaceae). Es handelt sich um eine Schwimmblattpflanze, die in der Neuen Welt beheimatet und in Mitteleuropa an manchen Standorten ein Neophyt ist.

## Beschreibung

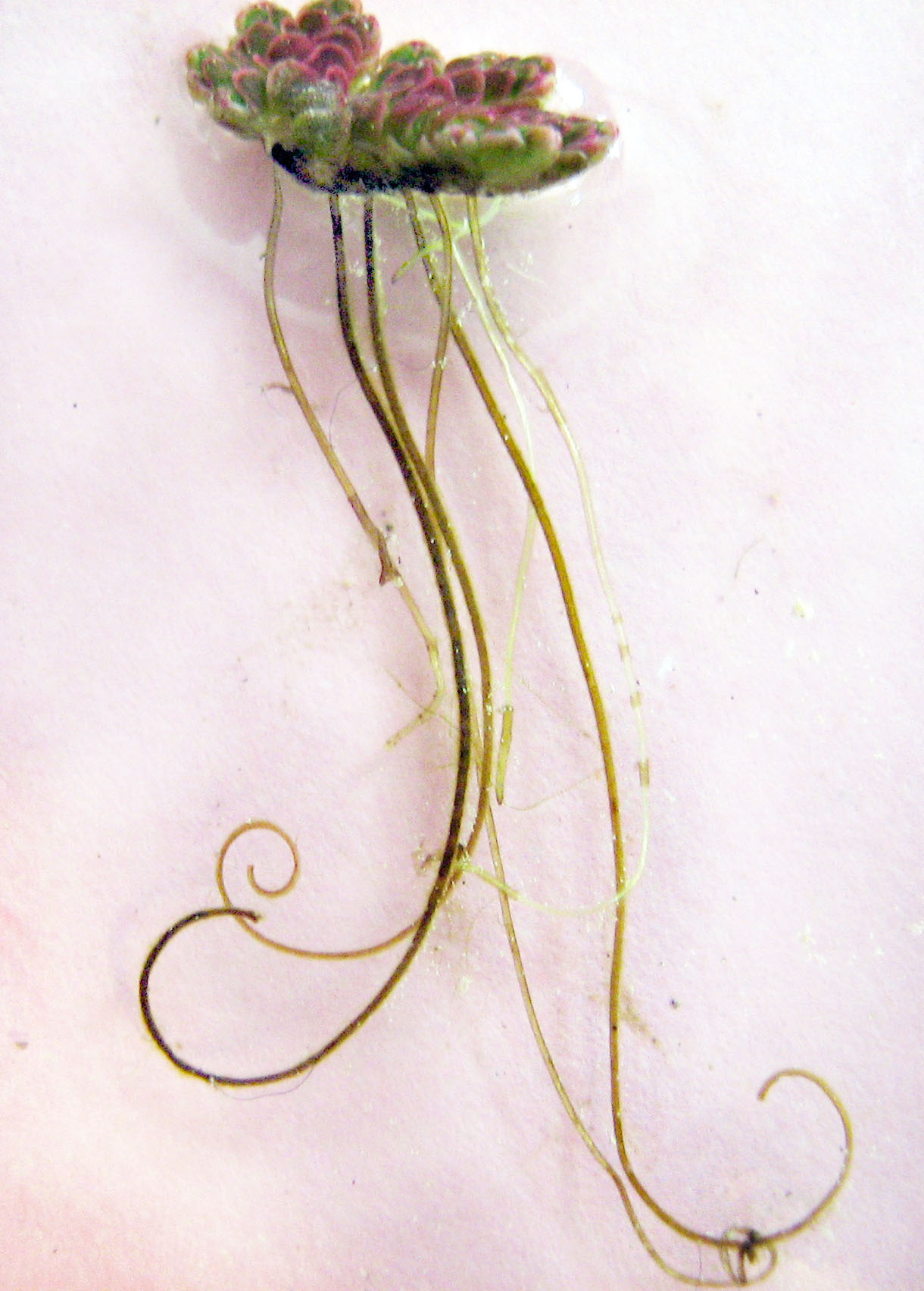
Habitus

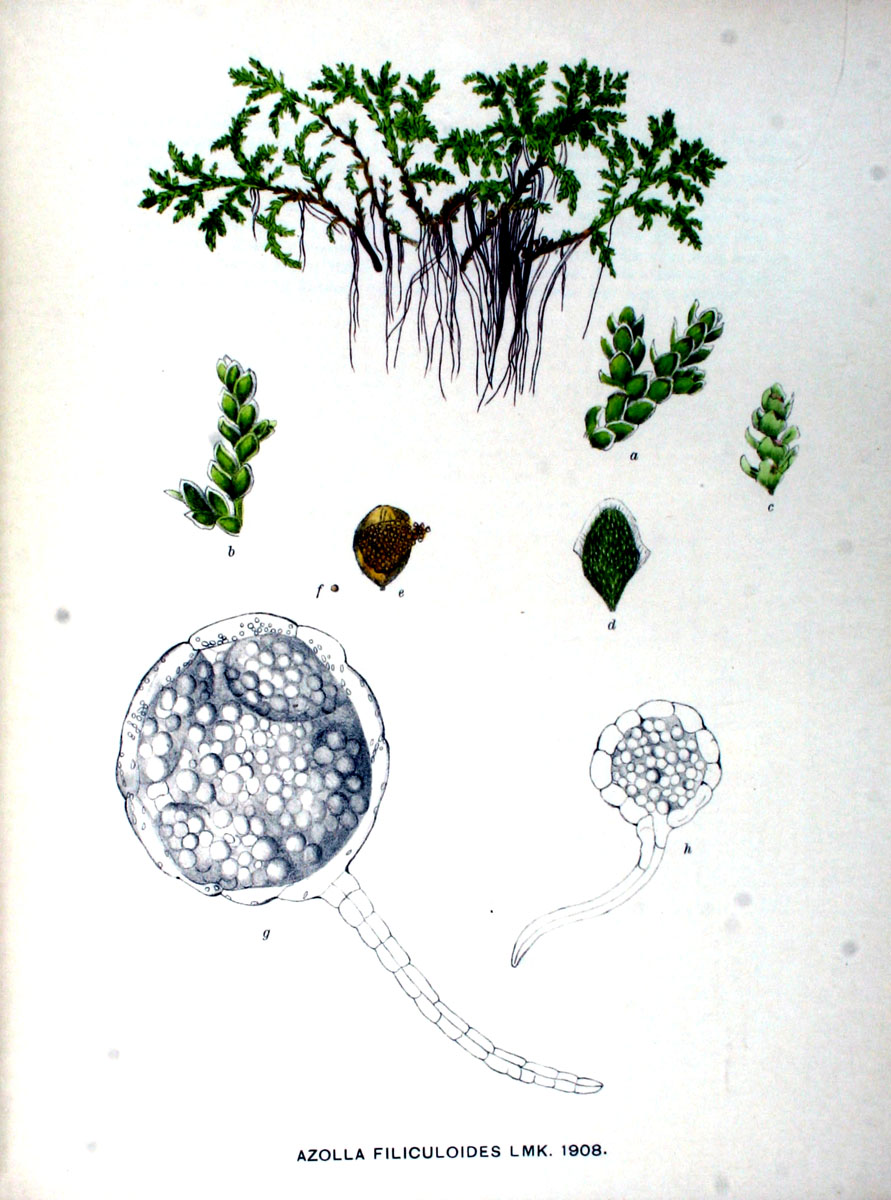
Illustration

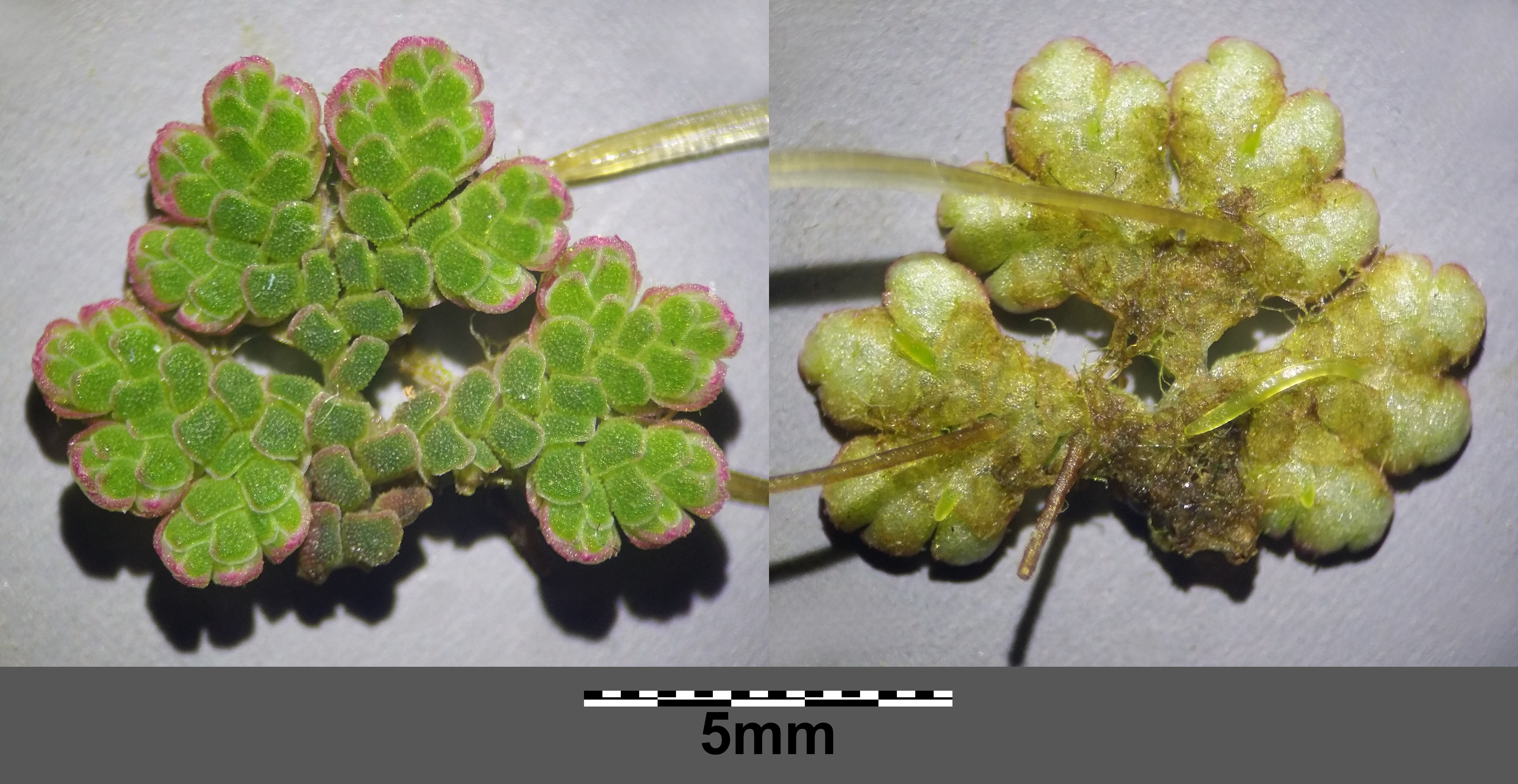
Ober- und Unterseite

Der Große Algenfarn ist eine einjährige bis sommergrüne, ausdauernde krautige Pflanze, die zwischen 1 und 10 Zentimeter groß wird und häufig in kleinere 1 bis 2 Zentimeter große Stücke zerfällt. Die Blätter sind im Allgemeinen von blau-grüner Farbe und färben sich im Herbst rot-braun. Die Blättchen bestehen aus etwa 2 Millimeter langen, dachziegelartig übereinanderliegenden Lappen und sind wegen der aufsitzenden Papillen unbenetzbar. Die Blattoberlappen enden stumpf bis gerundet und haben die Größe von 1 bis 2,5 Millimetern; sie sind am Rand deutlich farblos. Ihre Sporangien (Sporenkapseln) sitzen an den Unterlappen der Seitenäste.

## Ökologie und Lebenszyklus
Der Große Algenfarn ist eine sehr kleine, unbenetzbare Schwimmblattpflanze (Hydrophyt). Durch die in ihren Blatthöhlungen in Symbiose lebenden Cyanobakterien Anabaena azollae kann sie Luftstickstoff binden. Durch diese Symbiose können pro Jahr bis zu 50 kg Stickstoff pro ha gebunden werden. Um die zu nutzen, wird Azolla in Ostasien z. T. in Reisfeldern zur Gründüngung eingesetzt, denn nach dem Absterben des Farns stehen die frei werdenden Stickstoff-Verbindungen den Reispflanzen zur Verfügung.
Die Pflanzenexemplare teilen sich als Ganzes sehr lebhaft und können durch das Anhaften an Wasservögeln ausgebreitet werden. Eine zusätzliche Ausbreitung erfolgt über die Kultur dieser Art in Gartenteichen und über im Freien entleerte Aquarien, denn dort wird die Art als Zierpflanze genutzt. Beim Austrocknen des Gewässers bildet der Große Algenfarn Landformen aus.
Beim Großen Algenfarn liegt Heterosporie vor, d. h., es werden Mikrosporen und Megasporen gebildet. Die sexuelle Fortpflanzung ist sehr kompliziert. Zur Reife entstehen fruchtähnliche Gebilde, sogenannte Sporokarpien. Diese entwickeln sich zu zwei bis vier an den Unterlappen entweder mit mehreren gestielten Mikrosporangien oder einem einzelnen Megasporangium. Das Megasporokarp besitzt im oberen Teil luftgefüllte Schwimmkörper, mit deren Hilfe es schwimmt. Reife Mikrosporen sind zu fünf bis acht zu Ballen (Massulae) vereinigt und schwimmen auch. Sie heften sich mit Widerhaken (Glochidien) an der Megasporenwand an. Der männliche Gametophyt entwickelt nur ein Antheridium, der weibliche Gametophyt ein Archegonium. Megasporangien sind bei einer Länge von etwa 1 Millimeter ellipsoid. Mikrosporangien weisen einen Durchmesser von bis 2 Millimeter auf.
Die Sporenreife reicht von August bis Oktober.
Die Chromosomenzahl beträgt 2n = 40, 44 oder 66.

## Vorkommen
Azolla filiculoides ist von Nordamerika sowie Mexiko über Zentral- und Südamerika bis Chile sowie Argentinien verbreitet. Der Große Algenfarn ist vielfach verschleppt und z. T. eingebürgert. In Deutschland kommt der Große Algenfarn am Oberrhein seit 1870 als Neophyt vor.
Der Große Algenfarn vermehrt sich rasant, überzieht die Oberfläche von südafrikanischen Gewässern mit einem dicken Teppich von Blättern. Als Folge werden wichtige Wasserwege unpassierbar, Bewässerungspumpen und Rohre verstopfen. Die absterbenden Pflanzenmassen entziehen dem Wasser Sauerstoff, Fäulnisgestank entsteht. Weidevieh verwechselt den Teppich mit Gras, verfängt sich darin und ertrinkt.
Der Große Algenfarn gedeiht in Mitteleuropa in warmen, eutrophen bis sehr eutrophen, kalk- und nährstoffreichen Gewässern. In optimalen Azolla-Decken können sich nur wenige Wasserlinsen-Arten zum Beispiel die Kleine Wasserlinse (Lemna minor), die Zierliche Wasserlinse (Lemna minuta), auch die Vielwurzelige Teichlinse (Spirodela polyrhiza) halten und bilden die Kennarten der Assoziation Lemno-Spirodeletum. Azolla filiculoides ist auch eine Charakterart des Lemno minoris-Azolletum filiculoidis.
Am Oberrhein ist der Große Algenfarn teilweise das ganze Jahr über zu finden, er erträgt auch die ersten Fröste gut und baut durch seine vegetative Vermehrung teilweise riesige Schwimmdecken (bis zu 1 ha Größe) auf, so vor allem im Spätjahr. Diese Decken zeichnen sich an sonnigen Stellen durch eine rotbraune Farbe aus. Trotzdem scheint der Große Algenfarn sehr unbeständig zu sein. Sporangien werden überall sehr reichlich gebildet.
Am Niederrhein in Nordrhein-Westfalen ist der Große Algenfarn bereits „hoch-invasiv“.
Die Pflanze befindet sich auf der Liste der gebietsfremden invasiven Pflanzen der Schweiz.

## Wirtschaftliche Kosten
Der Große Algenfarn wird in einer Studie des Leibniz-Instituts für Gewässerökologie und Binnenfischerei (IGB) und des Institute for Global Food Security der irischen Queen’s University Belfast zu den Top-Ten der kostenintensivsten invasiven Wasserpflanzen gezählt. Er kann die Gewässerchemie dahingehend verändern, dass eine Nutzung als Trinkwasserspeicher nicht mehr möglich ist. Zudem schränkt das Zuwachsen der Gewässer die Nutzung von Booten für Angler und Freizeitaktivitäten ein. Weitere besonders hohe wirtschaftliche Kosten verursachende Arten sind in absteigender Reihenfolge die Dickstielige Wasserhyazinthe (Pontederia crassipes), die Grundnessel (Hydrilla verticillata), der Blutweiderich (Lythrum salicaria), das Salzschilfgras (Sporobolus cynosuroides), das Alligatorkraut (Alternanthera philoxeroides), die Grünalgenart Caulerpa taxifolia, das Englische Schlickgras (Sporobolus alterniflorus), der Große Wassernabel (Hydrocotyle ranunculoides) und die Kanadische Wasserpest (Elodea canadensis). Insgesamt wurde der weltweite wirtschaftliche Schaden invasiver Wasserpflanzen für den Zeitraum von 1975 bis 2020 auf mehr als 32 Milliarden US-Dollar berechnet.

## Taxonomie
Die Erstveröffentlichung von Azolla filiculoides erfolgte 1783 durch Jean-Baptiste de Lamarck in Encyclopédie méthodique. Botanique. Tome 1, XLIV Panckoucke, Paris; Plomteux, Liége, Seite 343. Synonyme für Azolla filiculoides Lam. sind: Azolla arbuscula Desv., Azolla japonica Franch. & Sav., Azolla magellanica Willd., Azolla pinnata var. japonica Franch. & Sav., Azolla squamosa Molina.